# Fromy
Fromy ist eine französische Gemeinde mit 85 Einwohnern (Stand: 1. Januar 2022) im Département Ardennes in der Région Grand Est. Sie gehört zum Arrondissement Sedan, zum Kanton Carignan sowie zum Gemeindeverband Portes du Luxembourg.

## Geographie
Umgeben wird Fromy von den Nachbargemeinden Puilly-et-Charbeaux im Norden, Moiry im Osten, Margut im Süden, Villy im Südwesten sowie Linay  im Westen.

## Bevölkerungsentwicklung
| Jahr                      | 1962 | 1968 | 1975 | 1982 | 1990 | 1999 | 2004 | 2009 | 2016 |
| Einwohner                 | 126  | 152  | 152  | 125  | 90   | 84   | 84   | 80   | 82   |
| Quelle: Cassini und INSEE |      |      |      |      |      |      |      |      |      |

## Sehenswürdigkeiten

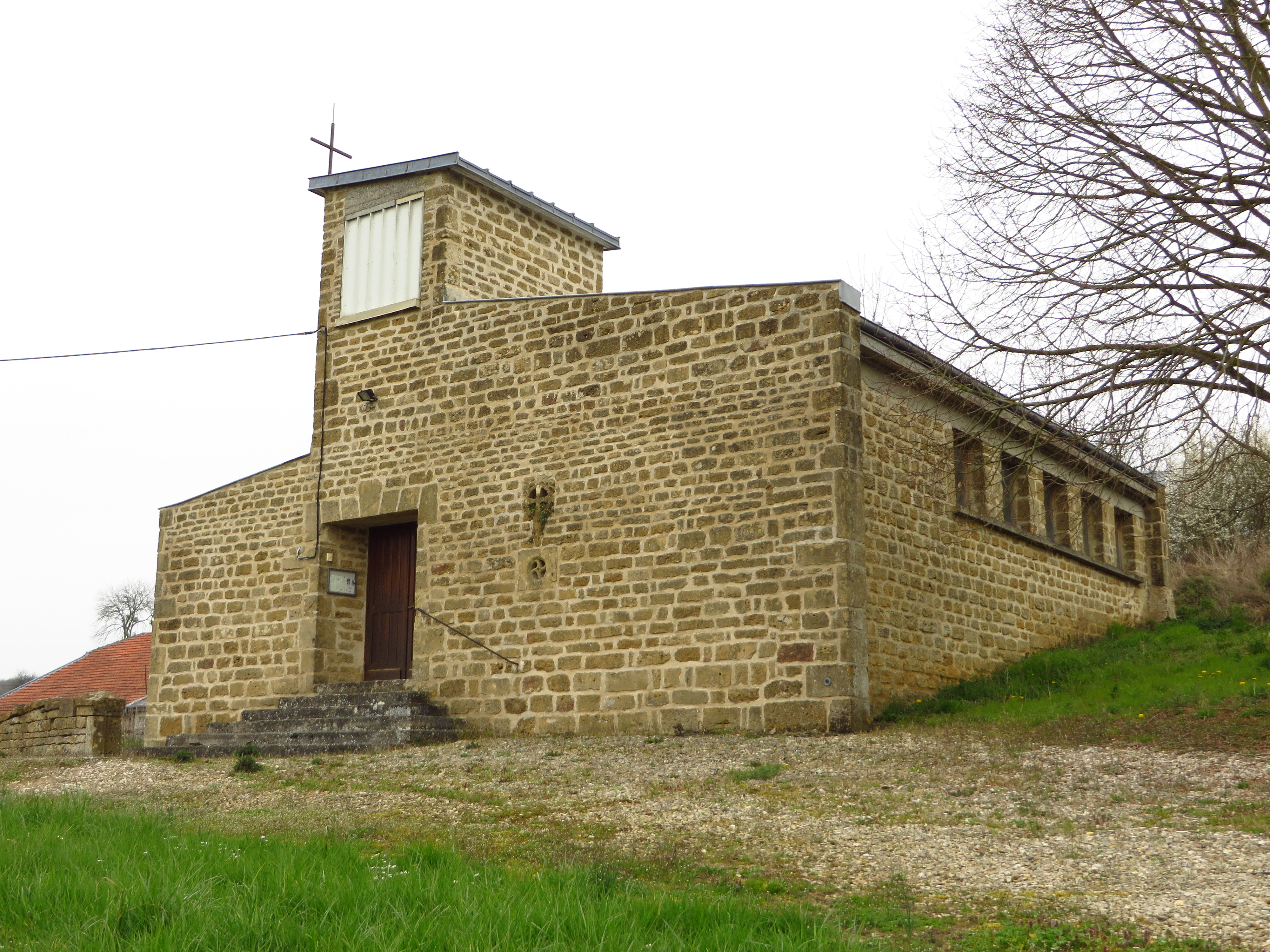
Kirche Saint-Sixte

- Kirche Saint-Sixte